# Punch Delft
Punch Delft is een Nederlands basketbalteam uit Delft, waarvan het eerste team op het moment in de Promotiedivisie speelt. Punch was een van de oorspronkelijke twaalf teams in de Eredivisie en kwam daarin uit van 1960/1961 tot en met seizoen 1982/1983. In 1969 en 1975 werd Punch landskampioen, daarnaast werd in 1974 de NBB-Beker gewonnen.
Punch werd in 1952 opgericht als studentenbasketbalvereniging. Vanaf 1960 kwam het in de Eredivisie uit. In 1974 werd de vereniging gesplitst in een studentenafdeling en een Eredivisie-afdeling. Tot 1982 bleef het daar spelen. In het seizoen 1968/69 en 1974/75 werd Punch landskampioen. Een bekende speler uit deze tijd van Punch was Toon van Helfteren, die twaalf seizoenen voor de club speelde. Punch speelde ook meerdere malen Europese competities, waarin het nog speelde tegen topteams als Olympiakos Piraeus BC.

## Namen
- 1952 – 1971 : Punch Delft
- 1971 – 1972 : Factotum Punch
- 1972 – 1975 : Raak Punch
- 1975 – 1977 : Pioneer Punch
- 1977 – 1978 : Tripper Jeans Punch Delft[1]
- 1978 – 1981 : Punch Delft
- 1981 – 1983 : Rucanor Punch

## Erelijst
- Landskampioen: 2

1969, 1975
- NBB-Beker: 1

1974